# Pleyben
Pleyben är en kommun i departementet Finistère i regionen Bretagne i västra Frankrike. Kommunen ligger i kantonen Pleyben som tillhör arrondissementet Châteaulin. År 2022 hade Pleyben 3 649 invånare.

## Befolkningsutveckling
Antalet invånare i kommunen Pleyben
Referens:INSEE